# 內維茨凱
48°40′33″N 22°23′33″E / 48.67583°N 22.39250°E

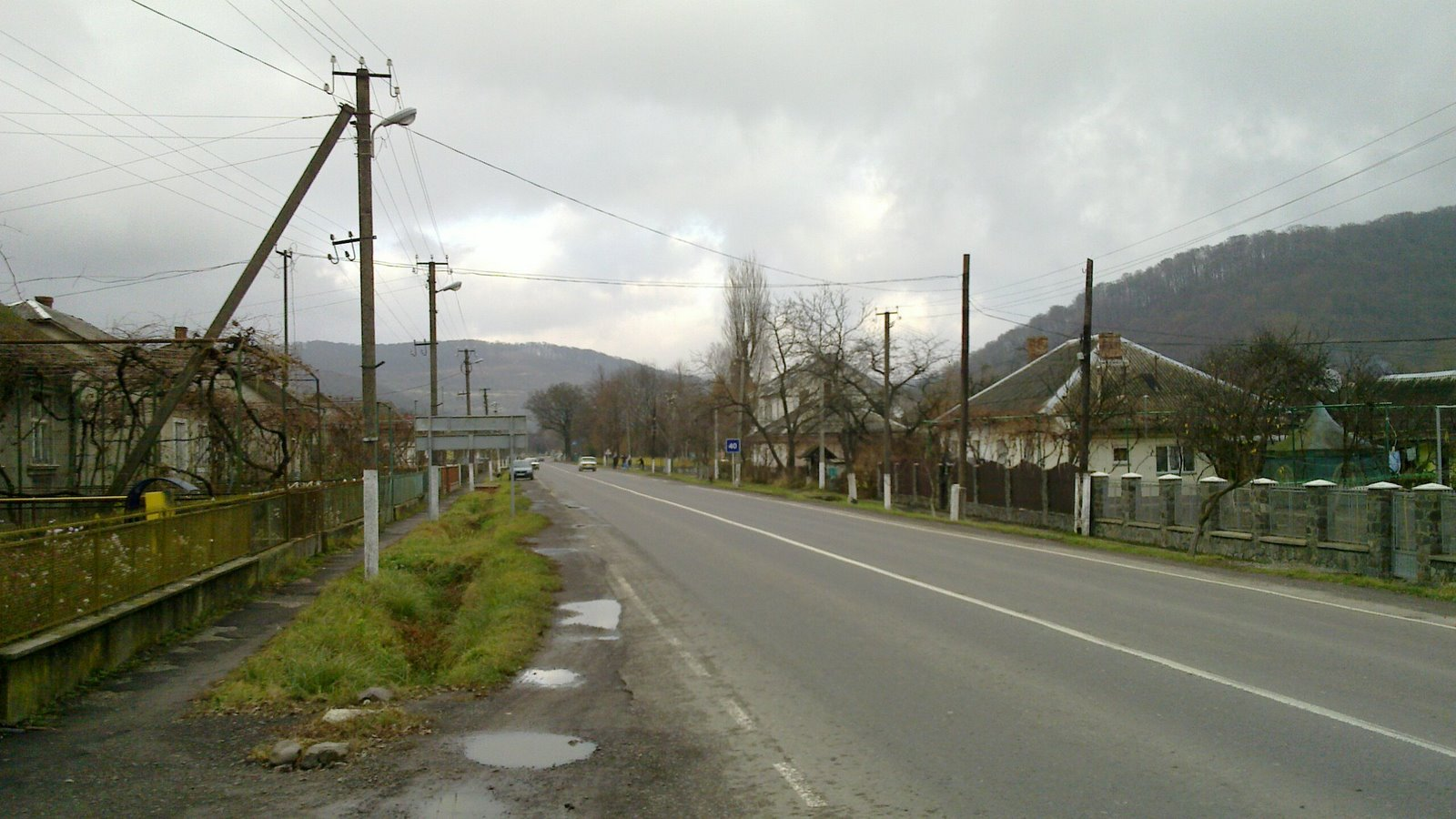

內維茨凱（羅馬化：Nevytske）是位於烏克蘭西部外喀爾巴阡州烏日霍羅德區的村莊，始建於1285年，面積0.09平方公里，2001年人口1,032，人口密度每平方公里11,467人。